# Тайнственият Тибет
„Тайнственият Тибет“ (на немски: Geheimnis Tibet) е германски черно-бял документален филм. Премиерата му се състои на 16 януари 1943 г. в Мюнхен.
В основата на лентата са кадри от Тибет заснети по време на тибетската експедиция от 1938-1939 г. Филмът включва обредни танци Махакала, сцени от ритуала на тибетския култ към мъртвите и от гадаенето на бъдещето. Също така засяга антропологически теми в контекста на интереса към древната арийска родина.
Като цяло във филма е трудно да се направи разграничение между документални и идеологически компоненти в контекста на бушуващата по това време Втора световна война. Излязъл точно по време на битката при Сталинград, филмът е имал за цел и да повдигне духа на германците като произведе психологически ефект у зрителите.
Оператор на филма е Ернст Краузе.